# Wälder um Maroldsweisach, Königsberg u. Rentweinsdorf mit Schloss
Wälder um Maroldsweisach, Königsberg u. Rentweinsdorf mit Schloss este o arie protejată (arie specială de conservare — SAC, sit de importanță comunitară — SCI) din Germania întinsă pe o suprafață de 1.383,76 ha, integral pe uscat.

## Localizare
Centrul sitului Wälder um Maroldsweisach, Königsberg u. Rentweinsdorf mit Schloss este situat la coordonatele 50°03′10″N 10°46′06″E / 50.0528°N 10.7683°E.

## Înființare
Situl Wälder um Maroldsweisach, Königsberg u. Rentweinsdorf mit Schloss a fost declarat sit de importanță comunitară în martie 2001 pentru a proteja 2 specii de animale. Situl a fost protejat și ca arie specială de conservare în aprilie 2016.

## Biodiversitate
Situată în ecoregiunea continentală, aria protejată conține 5 habitate naturale: Liziere de ierburi înalte hidrofile de câmpie și de nivel montan până la alpin, Păduri de fag Luzulo-Fagetum, Păduri de stejar și carpen Galio-Carpinetum, Păduri pe pante, grohotișuri și ravene de Tilio-Acerion, Păduri aluvionare cu Alnus glutinosa și Fraxinus excelsior (Alno-Padion, Alnion incanae, Salicion albae).
La baza desemnării sitului se află mai multe specii protejate de  mamifere (2): liliac cu urechi mari (Myotis bechsteinii), liliac comun (Myotis myotis).